# باكس اند (بيدفوردشير)
باكس اند (بالإنجليزية: Box End)‏ هي قرية تقع في المملكة المتحدة في شرق انجلترا.